# Томишељ
Томишељ (словен. Tomišelj) је насељено место у општини Иг, Средњесловенска регија, Словенија.

## Историја
До територијалне реорганизације у Словенији била је у саставу града Љубљане, односно старе општине Вич–Рудник.

## Становништво
У попису становништва из 2011. године, Томишељ је имао 299 становника.
| Број становника према пописима | Број становника према пописима | Број становника према пописима |
| ------------------------------ | ------------------------------ | ------------------------------ |
| 1991                           | 2002                           | 2011                           |
| 301                            | 297                            | 299                            |

Напомена: Године 2007. смањен за део насеља који је проглашен за ново самостално насеље Подкрај.